# 茹潘卡河
茹潘卡河（俄语：Жупанка）是俄羅斯的河流，位於堪察加半島，河道全長約70公里，河水主要來自融雪和雨水，最終注入堪察加河，是鮭魚的產卵地。